# Kroenleinia grusonii
Kroenleinia grusonii, llamado comúnmente asiento de suegra, biznaga tonel dorada, bola de oro, barril de oro, o cactus erizo, es una especie perteneciente a la familia Cactaceae. El género monotípico al que pertenece, Kroenleinia, junto con sus géneros parientes Echinocactus y Ferocactus, son vulgarmente conocidos como cactus barril.
Es endémico del centro de México, desde Tamaulipas hasta el Estado de Hidalgo, y a pesar de ser uno de los cactus más populares en cultivo, se considera raro y está catalogado como especie en peligro de extinción en su hábitat en estado salvaje.

## Descripción
Cactus de forma globular más o menos esférico. Generalmente solitario, aunque de los ejemplares adultos pueden brotar vástagos basales. En estado silvestre, puede llegar a medir más de 1 m de altura, pero ya que es de crecimiento bastante lento puede tardar muchos años, lo que no es problema, dada la longevidad de esta especie, más de 100 años. La duración de una generación se estima en 10 años.
De color verde brillante, con el ápice aplanado y lanosidad amarilla. Tiene entre 21 y 37 costillas rectilíneas, prominentes y delgadas, que no llegan a apreciarse en los ejemplares más jóvenes, ya que están divididas en tubérculos cónicos. Las areolas presentan lanosidad amarilla cuando la planta es joven, luego blanquecina y por último grisácea. Son grandes y están separadas 1 o 2 cm entre sí. Las espinas radiales se disponen en número de entre 8 y 10, y miden más de 3 cm de longitud. Las centrales, entre 3 y 5, miden unos 5 cm; son fuertes, estriadas y rectas, aunque las centrales pueden presentarse ligeramente curvadas hacia abajo.
Las flores aparecen en las areolas superiores de los ejemplares adultos en verano. Surgen entre la lanosidad y duran 3 días. Miden entre 4 y 7 cm de longitud y 5 cm de diámetro, los pétalos externos son amarillentos por dentro y castaños por fuera. Los internos son amarillentos y brillantes.

## Cultivo y usos
Esta especie se propaga fácilmente mediante semillas, que germinan a los 5 o 7 días, alcanzando las plantas 10 cm de diámetro luego del primer o segundo año de sembradas. La planta requiere un sustrato blando y bien drenado. Si bien los ejemplares más jóvenes agradecen un poco de semi-sombra, los ejemplares adultos deben ser situados a pleno sol, ya que necesitan la luz solar directa y una temperatura media mínima en invierno de 15 °C. La mayoría de los Kroenleinia toleran bien el frío, a menudo hasta -7 °C siempre que sean plantas sanas y se respeten las condiciones de sequedad del suelo. Conviene abonarlo de primavera a verano y colocarlo en un sustrato para cactus con una gran parte de arena gruesa para facilitar el drenaje. Riegos frecuentes en verano y casi nulos en invierno, si la planta es adulta se suelen suspender los riegos por completo en esta época.
Enfermedades
Puede ser atacado por cochinilla y pulgones. 
Usos
Aunque es una especie prácticamente extinta en su lugar de origen se cultiva en todo el mundo, como planta de interior en maceta y como una de las más cultivadas en jardinería paisajista.

## Taxonomía
El género fue descrito por Joël Lodé y publicado en Cactus-Aventures International 102: 25–29, en 2014.
La única especie fue descrita inicialmente como Echinocactus grusonii por Heinrich Hildmann y publicado en Monatsschrift für Kakteenkunde 1: 4, en 1891, actualmente es tanto un sinónimo como el basónimo de esta; y ulteriormente sería transferida al género Kroenleinia por Joël Lodé en Cactus-Aventures International 102: 25, 27, en 2014.

#### Etimología
Kroenleinia: nombre genérico otorgado en honor del monegasco Marcel Kroenlein (1928 – 1994), director del Jardín exótico de Mónaco (1969 – 1993).
grusonii: epíteto otorgado en honor del ingeniero, inventor, empresario y coleccionista de plantas alemán Hermann Gruson (1821 – 1895).

## Galería

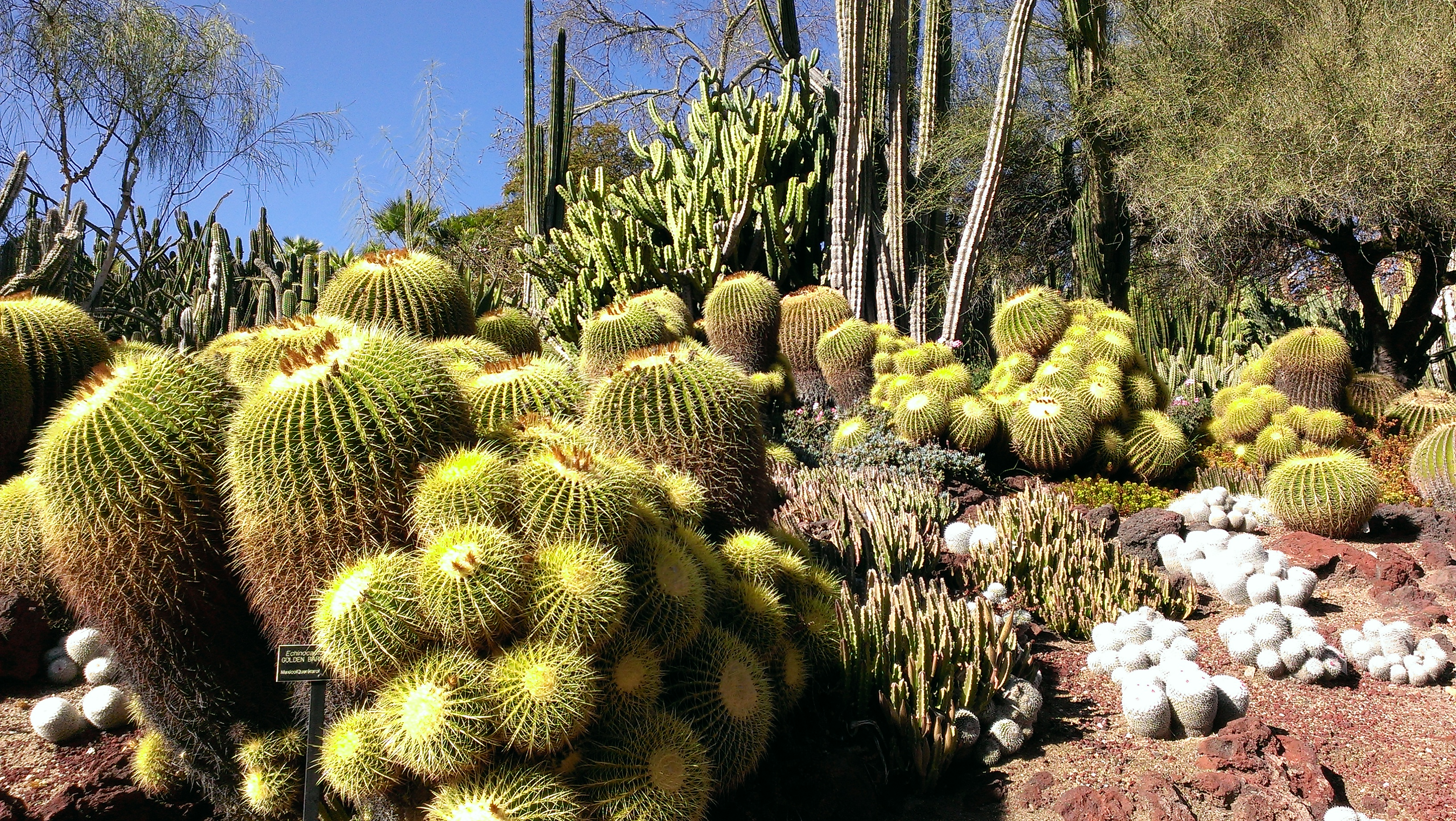
En su hábitat
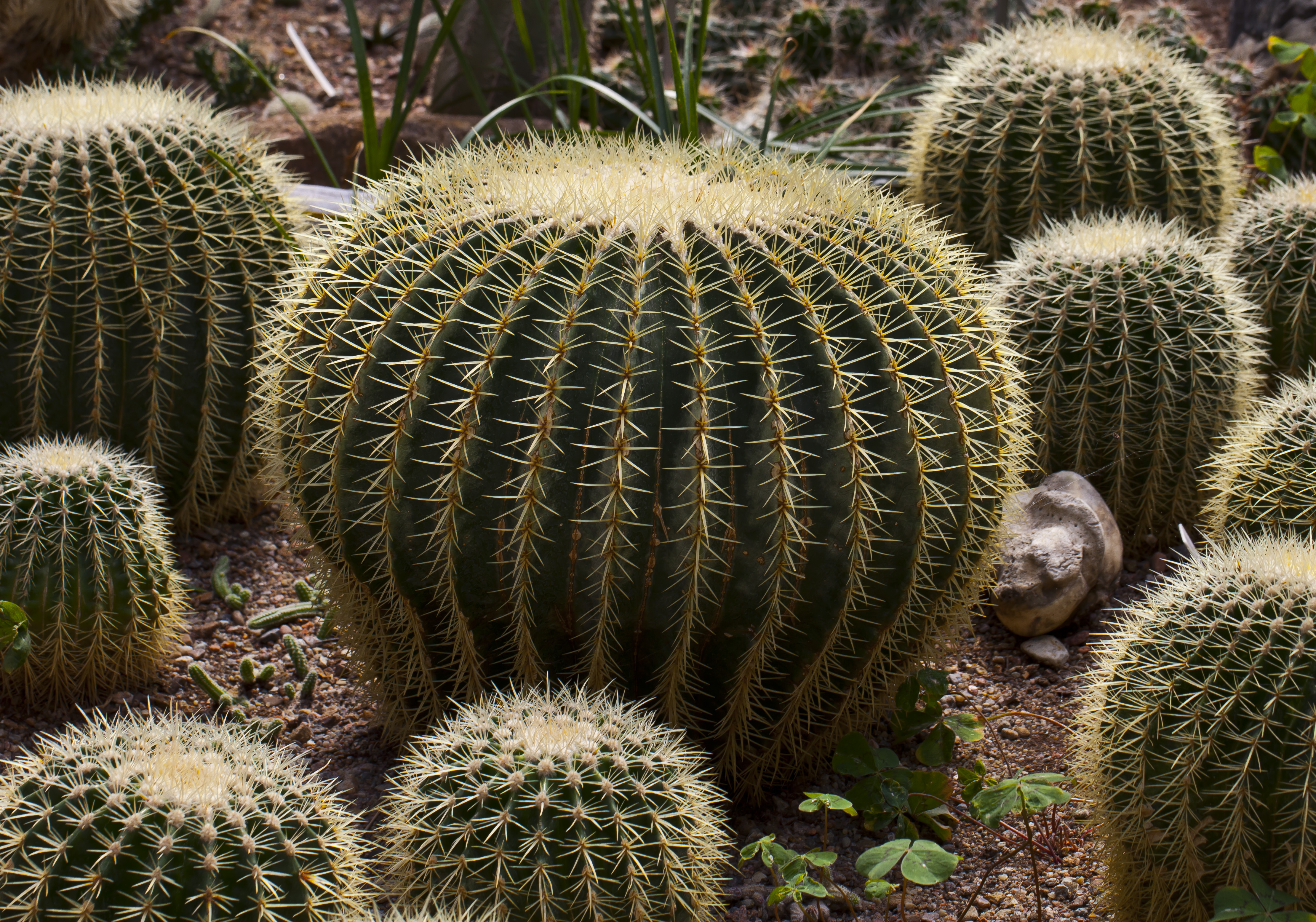
Vista de la planta
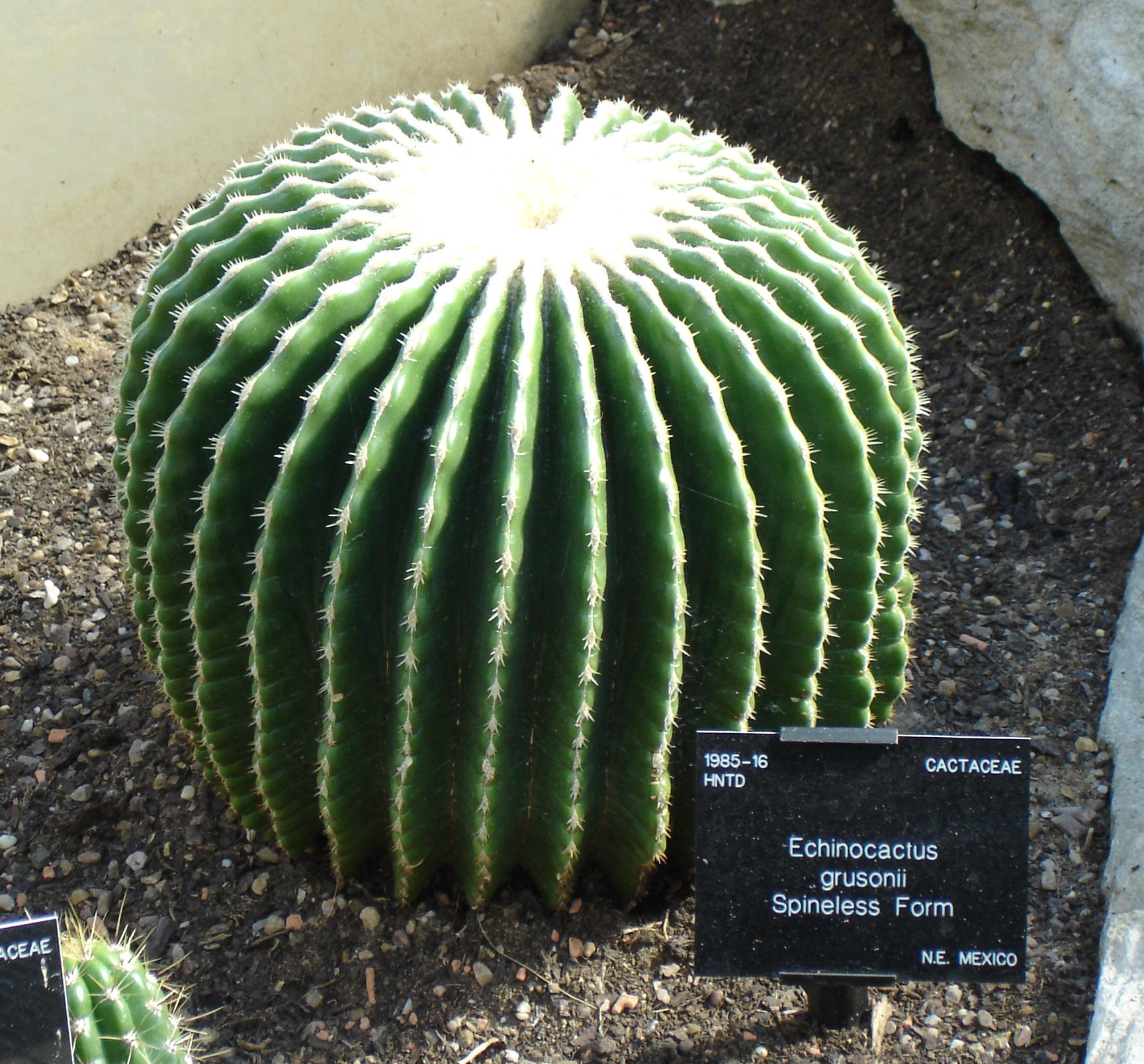
Planta de espinas pequeñas
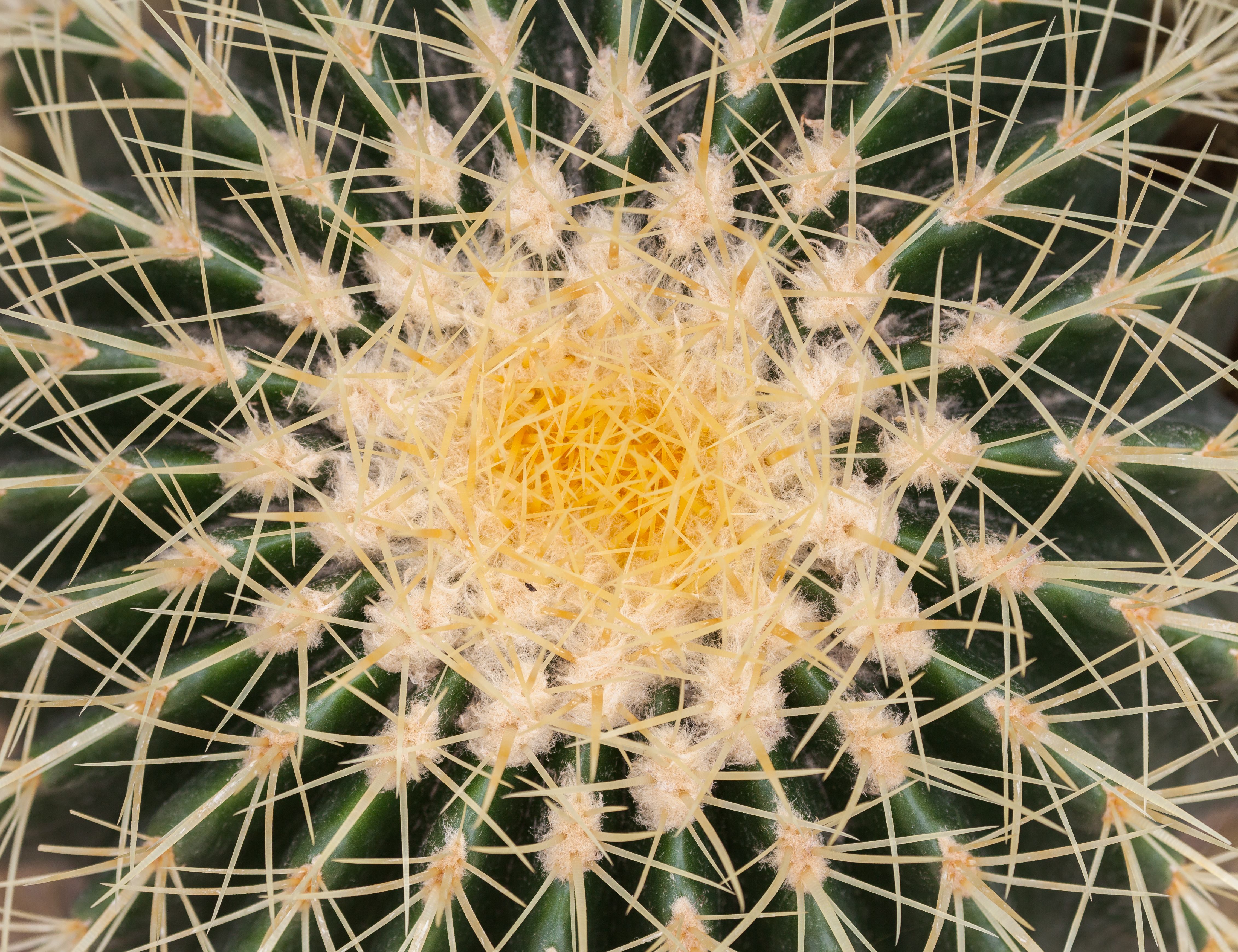
Ápice y espinas
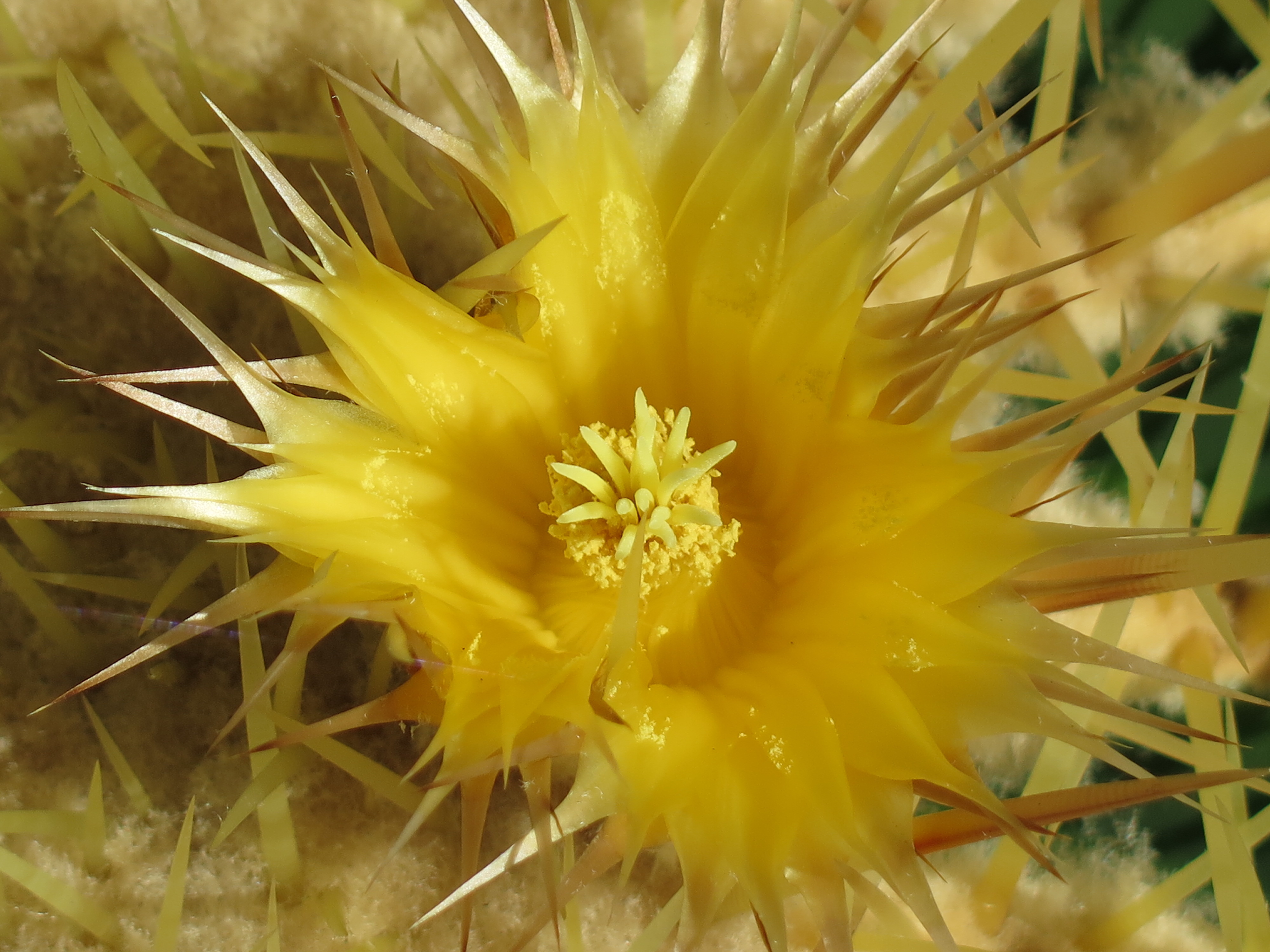
Flor
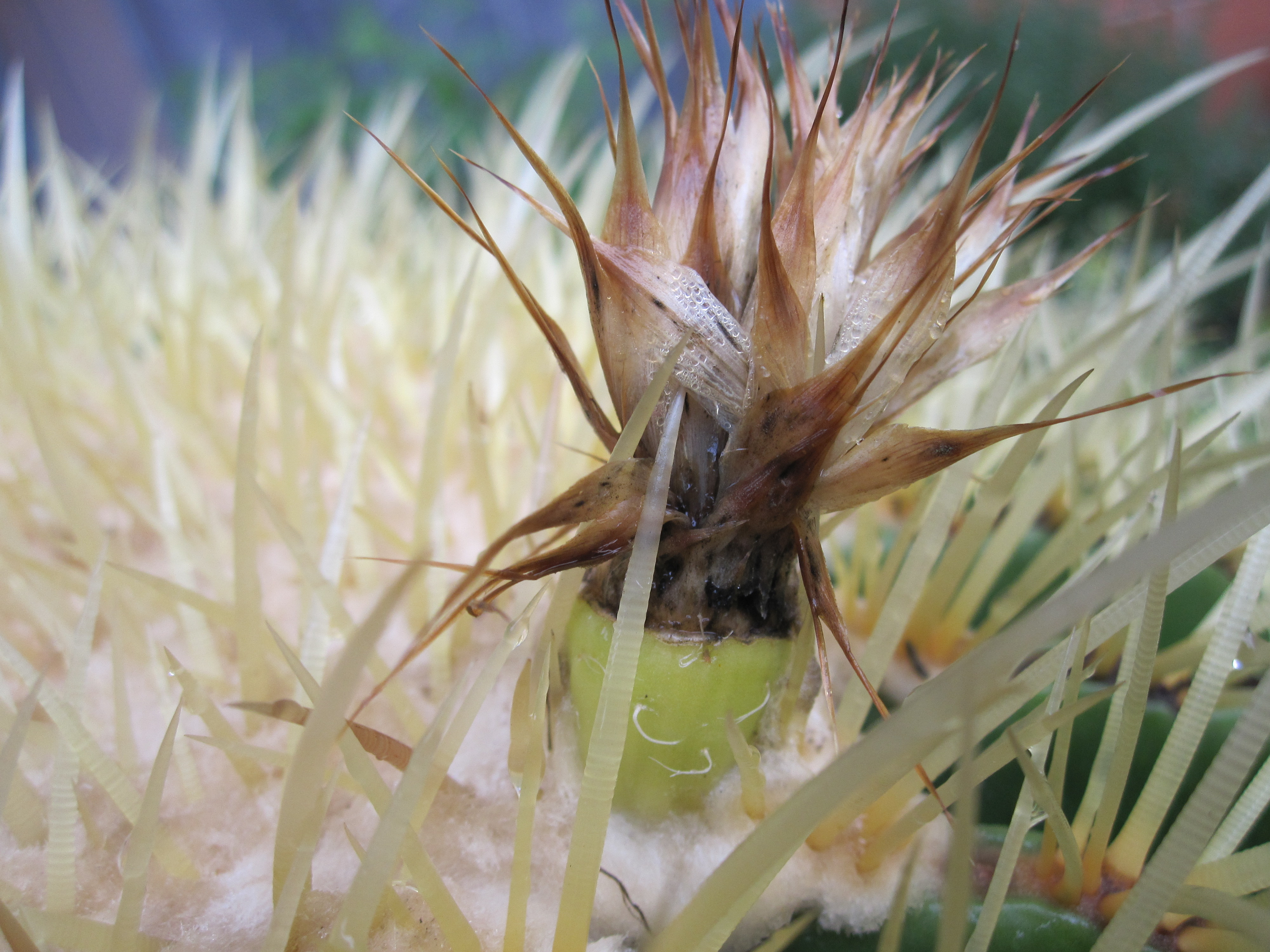
Fruto
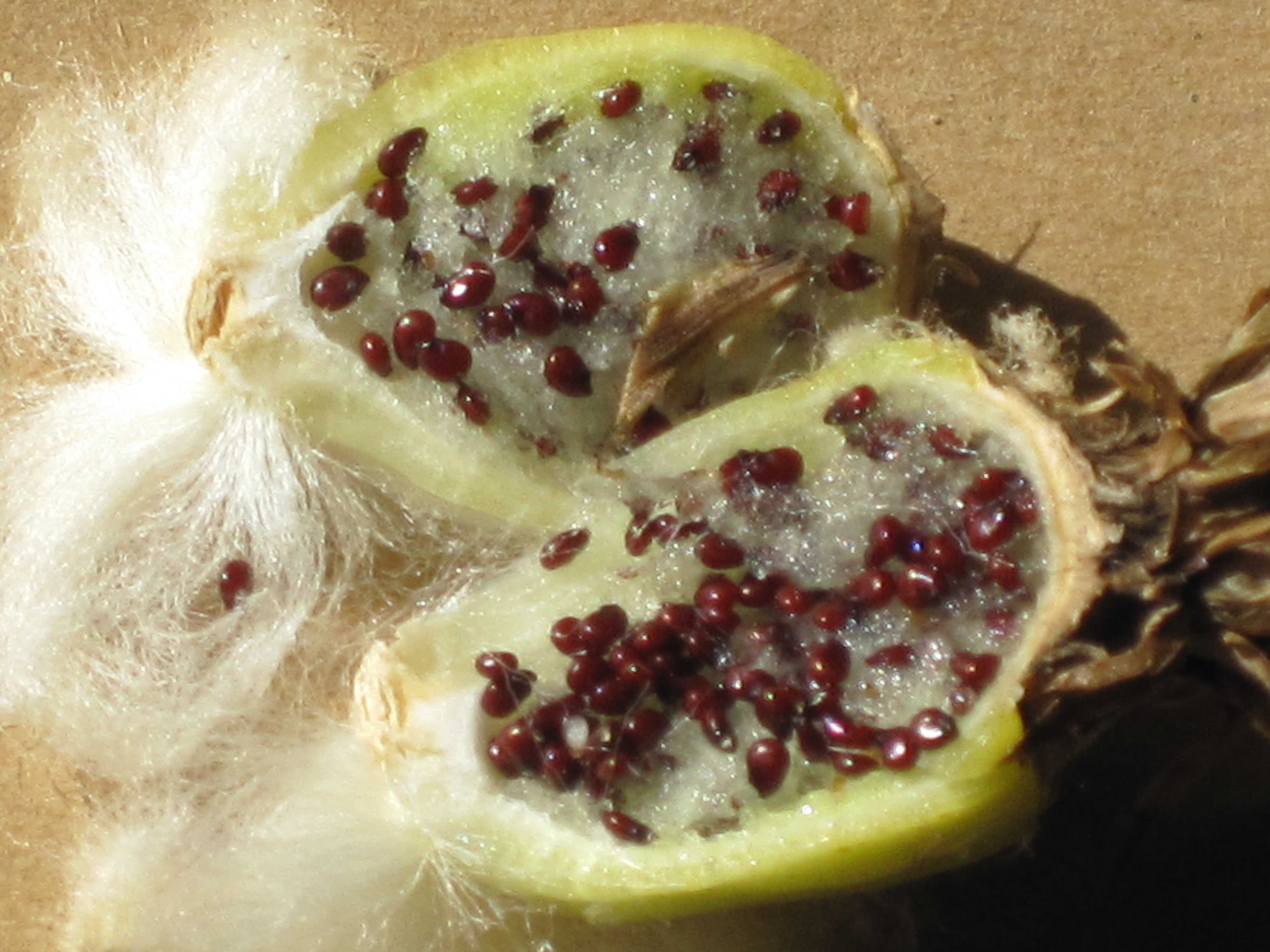
Semillas
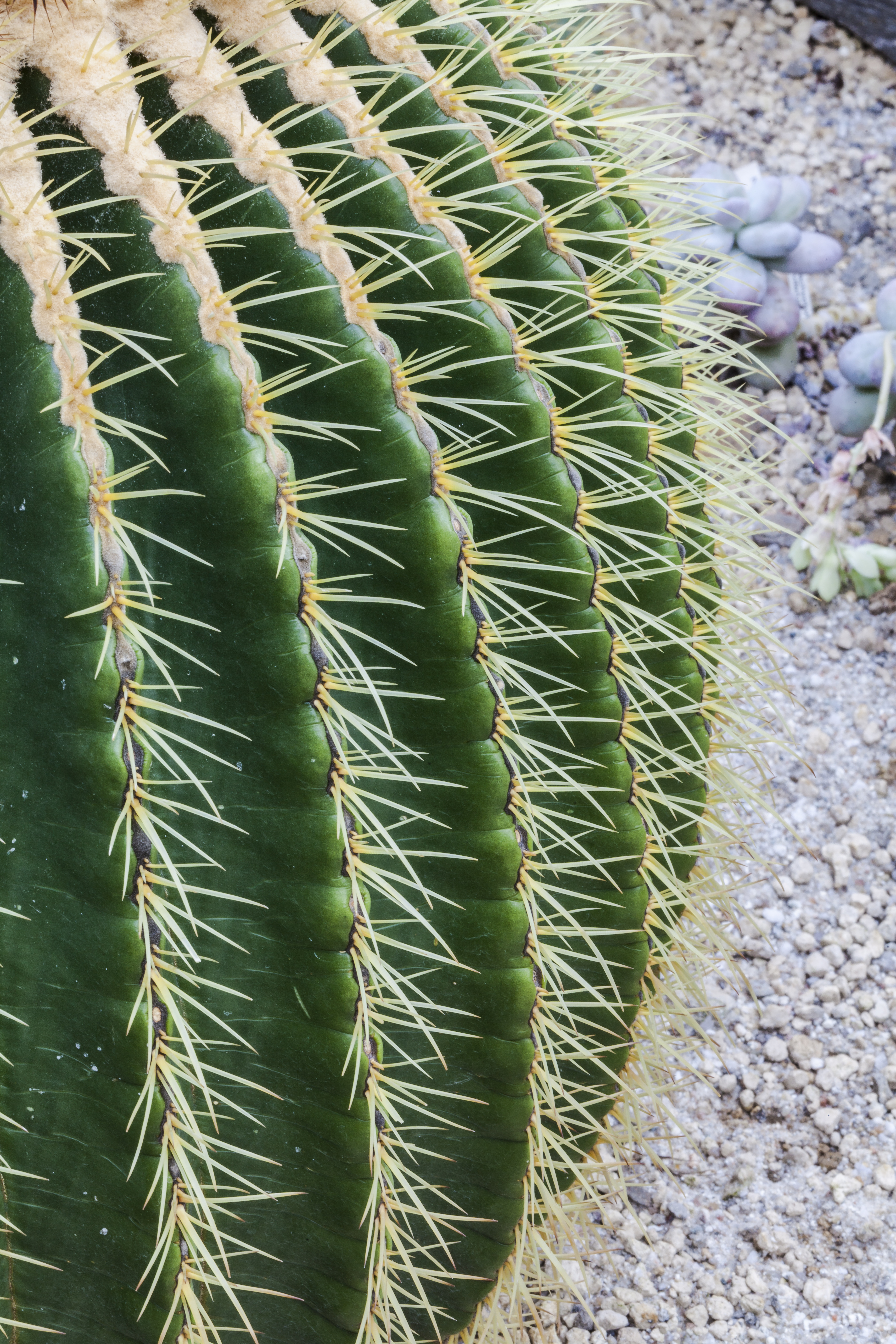
Detalle de las espinas